# Smile (album, Ivan Král)
Smile je poslední sólové studiové album českého hudebníka Ivana Krále. Vydáno bylo 14. února 2020 společností Warner Music, tedy necelé dva týdny po Králově smrti. Král pro album nahrál veškeré nástroje, produkoval jej a složil veškerou hudbu. Texty k písním napsala jeho manželka Cindy Hudson. Král desku nenahrál profesionálně a jde spíše o kolekci demonahrávek.

## Seznam skladeb
Všechny písně složil Ivan Král, texty napsala Cindy Hudson.
1. Stormy Nights
2. I'm Not Leaving
3. Turn to Me
4. They Will Make You Apocalypse
5. Crazy Girl
6. What's Mine Is Yours
7. Let's Get Away
8. Walking in Your Footsteps
9. When You Gonna Find It
10. May Be You're Nice
11. Lost Without You
12. Wasted